# 3-ケトステロイドレダクターゼ
3-ケトステロイドレダクターゼ（3-keto-steroid reductase, 3-KSR）は、次の化学反応を触媒する酸化還元酵素である。
反応式の通り、この酵素の基質は4α-メチル-5α-コレスト-7-エン-3β-オールとNADP+、生成物は4α-メチル-5α-コレスト-7-エン-3-オンとNADPHとH+である。
組織名は3β-hydroxy-steroid:NADP+ 3-oxidoreductaseである。